# Wayne Ferreira
Wayne Ferreira (Joanesburgo, 15 de setembro de 1971) é um ex-tenista sul-africano. 
Os melhores resultados de sua carreia foram nas duplas, ao lado de Yevgeny Kafelnikov (ex-nº1 do mundo), vencendo Hamburg Masters, Monte Carlo Masters, Rome Masters. É bicampeão em Indian Wells.
Em simples Wayne Ferreira bateu recordes, não em títulos, mas em partidas. Em 2004, passou das 55 partidas válidas em Grand Slam. O sul-africano jogou todos os Grand Slans disputados desde Open da Austrália de 1991, e já dividiu esse recorde com o sueco Stefan Edberg.
Apesar de todas suas participações, Ferreira não chegou a nenhuma final. Seus melhores resultados foram duas semifinais, as duas no Aberto da Austrália.
Em 1993, foi vice de Indian Wells Masters, derrotado por Jim Courier. Em 1996, foi campeão do Canada Masters. 
Em 1996, venceu o Aberto de Las Vegas, nos Estados Unidos, vencendo o chileno Marcelo Ríos na final.
Em 2003, venceu o Aberto de Los Angeles (Countrywide Classic), nos Estados Unidos, vencendo o ex número 1 do ranking Lleyton Hewitt.

## Titulos

### Olimpiadas

#### Duplas: 1 (1 prata)
| Posição | Ano  | Campeonato | Piso   | Parceiro    | Oponentes na final         | Placar da final          |
| Prata   | 1992 | Barcelona  | Saibro | Piet Norval | Boris Becker Michael Stich | 7–6(5), 4–6, 7–6(5), 6–3 |

### Masters Series finais

#### Simples: 3 (2-1)
| Posição         | Ano  | Campeonato   | Piso     | Oponente na final | Placar da final                  |
| Vice-Campeonato | 1993 | Indian Wells | Duro     | Jim Courier       | 6–3, 6–3, 6–1                    |
| Campeão         | 1996 | Toronto      | Duro     | Todd Woodbridge   | 6–2, 6–4                         |
| Campeão         | 2000 | Stuttgart    | Duro (i) | Lleyton Hewitt    | 7–6(6), 3–6, 6–7(5), 7–6(2), 6–2 |

#### Duplas: 12 (6-6)
| Posição      | Ano  | Campeonato   | Piso   | Parceiro           | Oponentes na final             | Placar da final |
| Campeão      | 1991 | Miami        | Duro   | Piet Norval        | Ken Flach Robert Seguso        | 5–7, 7–6, 6–2   |
| Vice-Campeão | 1992 | Roma         | Saibro | Mark Kratzmann     | Jakob Hlasek Marc Rosset       | 6–4, 3–6, 6–1   |
| Vice-Campeão | 1993 | Roma         | Saibro | Mark Kratzmann     | Jacco Eltingh Paul Haarhuis    | 6–4, 7–6        |
| Vice-Campeão | 1994 | Roma         | Saibro | Javier Sánchez     | Yevgeny Kafelnikov David Rikl  | 6–1, 7–5        |
| Vice-Campeão | 1994 | Cincinnati   | Duro   | Mark Kratzmann     | Alex O'Brien Sandon Stolle     | 6–7, 6–3, 6–2   |
| Campeão      | 1995 | Hamburgo     | Saibro | Yevgeny Kafelnikov | Byron Black Andrei Olhovskiy   | 6–1, 7–6        |
| Vice-Campeão | 1999 | Montreal     | Duro   | Byron Black        | Jonas Björkman Patrick Rafter  | 7–6, 6–4        |
| Vice-Campeão | 2000 | Roma         | Saibro | Yevgeny Kafelnikov | Martin Damm Dominik Hrbatý     | 6–4, 4–6, 6–3   |
| Campeão      | 2000 | Monte Carlo  | Saibro | Yevgeny Kafelnikov | Paul Haarhuis Sandon Stolle    | 6–3, 2–6, 6–1   |
| Campeão      | 2001 | Indian Wells | Duro   | Yevgeny Kafelnikov | Jonas Björkman Todd Woodbridge | 6–2, 7–5        |
| Campeão      | 2001 | Roma         | Saibro | Yevgeny Kafelnikov | Daniel Nestor Sandon Stolle    | 6–4, 7–6        |
| Campeão      | 2003 | Indian Wells | Duro   | Yevgeny Kafelnikov | Bob Bryan Mike Bryan           | 3–6, 7–5, 6–4   |

## Simples

### Simples: 23 (15-8)
Vitórias (15)
| Legenda                     |
| Grand Slam (0)              |
| Tennis Masters Cup (0)      |
| ATP Masters Series (2)      |
| ATP Championship Series (1) |
| ATP Tour (12)               |

| Titulos por piso |
| Duro (11)        |
| Grama (1)        |
| Saibro (1)       |
| Carpete (2)      |

| N.  | Data              | Torneio                            | Piso     | Oponente na final  | Placar da final         |
| 1.  | 15 Junho 1992     | London (Queen's Club), Reino Unido | Grama    | Shuzo Matsuoka     | 6–3, 6–4                |
| 2.  | 31 Agosto 1992    | Schenectady, EUA                   | Duro     | Jamie Morgan       | 6–2, 6–7, 6–2           |
| 3.  | 10 Janeiro 1994   | Oahu, EUA                          | Duro     | Richey Reneberg    | 6–4, 6–7, 6–1           |
| 4.  | 22 Agosto 1994    | Indianapolis, EUA                  | Duro     | Olivier Delaître   | 6–2, 6–1                |
| 5.  | 19 Setembro 1994  | Bordeaux, França                   | Duro     | Jeff Tarango       | 6–0, 7–5                |
| 6.  | 3 Outubro 1994    | Basel, Suíça                       | Duro (i) | Patrick McEnroe    | 4–6, 6–2, 7–6, 6–3      |
| 7.  | 17 Outubro 1994   | Tel-Aviv, Israel                   | Duro     | Amos Mansdorf      | 7–6, 6–3                |
| 8.  | 13 Fevereiro 1995 | Dubai, EAU                         | Duro     | Andrea Gaudenzi    | 6–3, 6–3                |
| 9.  | 8 Maio 1995       | Munich, Alemanha                   | Saibro   | Michael Stich      | 7–5, 7–6                |
| 10. | 16 Outubro 1995   | Ostrava, República Tcheca          | Carpete  | MaliVai Washington | 3–6, 6–4, 6–3           |
| 11. | 23 Outubro 1995   | Lyon, França                       | Carpete  | Pete Sampras       | 7–6, 5–7, 6–3           |
| 12. | 11 Março 1996     | Scottsdale, EUA                    | Duro     | Marcelo Ríos       | 2–6, 6–3, 6–3           |
| 13. | 26 Agosto 1996    | Toronto, Canada                    | Duro     | Todd Woodbridge    | 6–2, 6–4                |
| 14. | 6 Novembro 2000   | Stuttgart, Alemanha                | Duro (i) | Lleyton Hewitt     | 7–6, 3–6, 6–7, 7–6, 6–2 |
| 15. | 4 Agosto 2003     | Los Angeles, EUA                   | Duro     | Lleyton Hewitt     | 6–3, 4–6, 7–5           |

Vices (8)
| N. | Data              | Torneio                            | Piso     | Oponente na final  | Placar da final         |
| 1. | 17 Fevereiro 1992 | Memphis, EUA                       | Duro (i) | MaliVai Washington | 6–3, 6–2                |
| 2. | 20 Julho 1992     | Stuttgart Outdoor, Alemanha        | Saibro   | Andrei Medvedev    | 6–1, 6–4, 6–7, 2–6, 6–1 |
| 3. | 8 Março 1993      | Indian Wells, EUA                  | Duro     | Jim Courier        | 6–3, 6–3, 6–1           |
| 4. | 14 Junho 1993     | London (Queen's Club), Reino Unido | Grama    | Michael Stich      | 6–3, 6–4                |
| 5. | 28 Fevereiro 1994 | Rotterdam, Holanda                 | Carpete  | Michael Stich      | 4–6, 6–3, 6–0           |
| 6. | 20 Junho 1994     | Manchester, Reino Unido            | Grama    | Patrick Rafter     | 7–6, 7–6                |
| 7. | 22 Julho 1996     | Washington D.C., EUA               | Duro     | Michael Chang      | 6–2, 6–4                |
| 8. | 19 Abril 1999     | Tokyo, Japão                       | Duro     | Nicolas Kiefer     | 7–6, 7–5                |

## Vitórias sobre top 10
| Temporada | 1990 | 1991 | 1992 | 1993 | 1994 | 1995 | 1996 | 1997 | 1998 | 1999 | 2000 | 2001 | 2002 | 2003 | 2004 | 2005 | Total |
| Vitória   | 0    | 2    | 3    | 0    | 1    | 7    | 2    | 1    | 5    | 1    | 3    | 1    | 3    | 3    | 0    | 0    | 32    |

| #    | Jogador                     | Rank | Evento                                            | Superfície  | Rd   | Placar                                 | FR   |
| 1991 | 1991                        | 1991 | 1991                                              | 1991        | 1991 | 1991                                   | 1991 |
| ---- | --------------------------- | ---- | ------------------------------------------------- | ----------- | ---- | -------------------------------------- | ---- |
| 1.   | Andrés Gómez                | 10   | Indian Wells, Estados Unidos                      | Duro        | 2R   | 6–4, 7–6(7–5)                          | 121  |
| 2.   | Ivan Lendl                  | 4    | Sydney, Austrália                                 | Duro (c)    | 3R   | 6–4, 2–6, 7–5                          | 64   |
| 1992 |                             |      |                                                   |             |      |                                        |      |
| 3.   | Karel Nováček               | 10   | Australian Open, Melbourne, Austrália             | Duro        | 2R   | 3–6, 6–3, 7–6(8–6), 7–6(9–7)           | 46   |
| 4.   | Pete Sampras                | 4    | Memphis, Estados Unidos                           | Duro (c)    | QF   | 6–4, 6–2                               | 26   |
| 5.   | Goran Ivanišević            | 4    | Stuttgart, Alemanha                               | Saibro      | QF   | 6–3, 6–7(7–9), 6–4                     | 16   |
| 1994 |                             |      |                                                   |             |      |                                        |      |
| 6.   | Goran Ivanišević            | 6    | Rotterdam, Holanda                                | Carpete (c) | SF   | 6–2, 3–6, 7–5                          | 17   |
| 1995 |                             |      |                                                   |             |      |                                        |      |
| 7.   | Michael Stich               | 8    | Munique, Alemanha                                 | Saibro      | F    | 7–5, 7–6(8–6)                          | 12   |
| 8.   | Michael Stich               | 8    | Hamburgo, Alemanha                                | Saibro      | 3R   | 7–5, 6–1                               | 6    |
| 9.   | Yevgeny Kafelnikov          | 6    | Lyon, França                                      | Carpete (c) | SF   | 1–6, 7–6(7–3), 6–3                     | 13   |
| 10.  | Pete Sampras                | 2    | Lyon, França                                      | Carpete (c) | F    | 7–6(7–2), 5–7, 6–3                     | 13   |
| 11.  | Sergi Bruguera              | 10   | Paris, França                                     | Carpete (c) | 3R   | 6–2, 3–6, 7–6(7–3)                     | 11   |
| 12.  | YevgeNova Iorque Kafelnikov | 6    | ATP Tour World Championships, Frankfurt, Alemanha | Carpete (c) | RR   | 3–6, 7–6(7–5), 6–1                     | 9    |
| 13.  | Pete Sampras                | 1    | ATP Tour World Championships, Frankfurt, Alemanha | Carpete (c) | RR   | 7–6(7–1), 4–6, 6–3                     | 9    |
| 1996 |                             |      |                                                   |             |      |                                        |      |
| 14.  | Jim Courier                 | 8    | Indian Wells, Estados Unidos                      | Duro        | 3R   | 6–4, 6–4                               | 10   |
| 15.  | Jim Courier                 | 9    | Cincinnati, Estados Unidos                        | Duro        | 3R   | 7–6(11–9), 6–7(4–7), 6–2               | 10   |
| 1997 |                             |      |                                                   |             |      |                                        |      |
| 16.  | Thomas Enqvist              | 7    | Copa Davis, Växjö, Suécia                         | Carpete (c) | RR   | 6–4, 6–4, 6–4                          | 10   |
| 1998 |                             |      |                                                   |             |      |                                        |      |
| 17.  | Patrick Rafter              | 3    | Londres, Reino Unido                              | Carpete (c) | QF   | 6–4, 6–4                               | 47   |
| 18.  | Pete Sampras                | 1    | Miami, Estados Unidos                             | Duro        | 3R   | 0–6, 7–6(8–6), 6–3                     | 36   |
| 19.  | Marcelo Ríos                | 3    | Hamburg, Alemanha                                 | Saibro      | 2R   | 4–6, 6–4, 6–3                          | 32   |
| 20.  | Pete Sampras                | 1    | Basel, Suiça                                      | Duro (c)    | 1R   | 4–6, 7–6(7–4), 6–3                     | 35   |
| 21.  | Patrick Rafter              | 3    | Lyon, França                                      | Carpete (c) | QF   | 6–4, 6–1                               | 29   |
| 1999 |                             |      |                                                   |             |      |                                        |      |
| 22.  | Richard Krajicek            | 9    | Australian Open, Melbourne, Austrália             | Duro        | 3R   | 6–7(1–7), 6–7(5–7), 6–4, 6–2, 6–3      | 26   |
| 2000 |                             |      |                                                   |             |      |                                        |      |
| 23.  | YevgeNova Iorque Kafelnikov | 5    | Toronto, Canadá                                   | Duro        | QF   | 6–3, 7–6(7–1)                          | 31   |
| 24.  | Thomas Enqvist              | 7    | Stuttgart, Alemanha                               | Duro (c)    | 2R   | 6–2, 7–5                               | 19   |
| 25.  | Lleyton Hewitt              | 8    | Stuttgart, Alemanha                               | Duro (c)    | F    | 7–6(8–6), 3–6, 6–7(5–7), 7–6(7–2), 6–2 | 19   |
| 2001 |                             |      |                                                   |             |      |                                        |      |
| 26.  | Sébastien Grosjean          | 8    | Stuttgart, Alemanha                               | Duro (c)    | 3R   | 6–3, 3–6, 7–6(9–7)                     | 36   |
| 2002 |                             |      |                                                   |             |      |                                        |      |
| 27.  | YevgeNova Iorque Kafelnikov | 4    | Roma, Itália                                      | Saibro      | 2R   | 6–4, 4–6, 6–2                          | 44   |
| 28.  | Albert Costa                | 7    | Cincinnati, Estados Unidos                        | Duro        | 2R   | 7–6(8–6), 6–2                          | 44   |
| 29.  | Albert Costa                | 8    | US Open, Nova Iorque, Estados Unidos              | Duro        | 2R   | 1–6, 6–7(10–12), 6–4, 7–5, 6–4         | 39   |
| 2003 |                             |      |                                                   |             |      |                                        |      |
| 30.  | Juan Carlos Ferrero         | 4    | Australian Open, Melbourne, Austrália             | Duro        | QF   | 7–6(7–4), 7–6(7–5), 6–1                | 39   |
| 31.  | Sébastien Grosjean          | 9    | Los Angeles, Estados Unidos                       | Duro        | QF   | 7–6(7–4), 6–7(4–7), 6–2                | 25   |
| 32.  | Lleyton Hewitt              | 5    | Los Angeles, Estados Unidos                       | Duro        | F    | 6–3, 4–6, 7–5                          | 25   |